# Self-Defense
Self-Defense, auch Self-defense und Self Defense, ist ein US-amerikanischer Film nach der Erzählung The Just Judge von Peter B. Kyne. Er kam in den USA am 15. Dezember 1932 in die Kinos. Regie führte Phil Rosen, das Drehbuch schrieb Tristram Tupper. Der Arbeitstitel lautete My Mother.

## Handlung
Katy Devoux verdient ihr Geld in Roaring Pines in British Columbia als Inhaberin eines Spielsalons. Da sie die Quelle ihres Einkommens vor ihrer Tochter Nona geheim halten möchte, lässt sie diese in den Vereinigten Staaten aufwachsen und behauptet ihr gegenüber, ein Hotel zu führen. Aber ihr Rivale Jeff Bowman, der wegen Falschspiels aus ihrem Lokal gewiesen wurde, will dafür sorgen, dass Nona in ihre Heimat zurückkommt und mit den Tatsachen konfrontiert wird, indem er ihr einen Brief nach Kalifornien schreibt und behauptet, ihre Mutter sei schwer krank. Er hofft, Devoux' lukratives Lokal übernehmen zu können, wenn diese aus Scham die Stadt verlassen werde. Seine bisherige Kameradin Alice ist nicht erbaut über diesen Plan. Sie verlässt ihn und zieht in das 80 Meilen entfernte Tidewater, lässt aber ihr Gewehr und ein Armband in Roaring Pines zurück. Bowman überfällt Devoux' Spielsalon und tötet auf der Flucht einen Mann. Das Gewehr und das Armband, die er dabei zurücklässt, deuten aber auf Alice als Täterin hin.
Katy Devoux erhält ein Telegramm von ihrer Tochter, das deren baldige Ankunft ankündigt, und verfällt in Panik. Zunächst möchte sie ihren Spielsalon niederbrennen, doch Freunde stehen ihr bei: Der junge Tim Reed wird losgeschickt, um Nona vom Schiff abzuholen, und innerhalb kürzester Zeit wird der Spielsalon in ein Hotel umgewandelt. 
Tim erfährt von Alice, dass Jeff den Brief geschickt und den Mann aus dem Spielsalon getötet hat. Er begibt sich zu Jeff, bedroht ihn mit einer Waffe und zwingt ihn, sein falsches Spiel zuzugeben. Jeff greift zur Waffe und will ihn niederschießen, doch Tim kommt ihm zuvor und erschießt ihn. Jeffs gezinktes Material nimmt er an sich. Vor Gericht weigert er sich, zu seiner eigenen Verteidigung auszusagen, während Nona im Gerichtssaal ist, doch Katy Devoux erklärt dem Richter unter vier Augen den eigentlichen Grund für die Schießerei. Daraufhin nimmt dieser Jeffs Falschspielerwerkzeuge an sich und lässt schließlich Tim damit um seinen Freispruch spielen, nachdem die Jury sich festgefahren hat. Tim gewinnt und zieht mit Nona und deren Mutter nach Kalifornien.

## Rezeption
In Variety wurde die Arbeit der Schauspieler gelobt. Der Film selbst allerdings erreiche eher B- als A-Niveau. Der Plot reiche nicht ganz aus, um einen ganzen Film damit zu füllen, so dass die Handlung zu dünn ausgewalzt worden sei.